# Pacific City (Washington)
Pacific City az Amerikai Egyesült Államok északnyugati részén, Washington állam Pacific megyéjében elhelyezkedő kísértetváros.
Az 1848 körül alapított Pacific City postahivatala 1850 és 1865 között működött.

## Fordítás
- Ez a szócikk részben vagy egészben  a   Pacific City, Washington című angol Wikipédia-szócikk ezen változatának fordításán alapul.  Az eredeti cikk szerkesztőit annak laptörténete sorolja fel. Ez a jelzés csupán a megfogalmazás eredetét és a szerzői jogokat jelzi, nem szolgál a cikkben szereplő információk forrásmegjelöléseként.